# Геогнозія
Геогнозія (від грец. Ge — Земля і gnosis — пізнання * англ. Geognosy; н. нім. Geognosie, dynamische Geologie) — назва науки про мінерали, гірські породи і руди у 18-19 століттях. Термін запропонували вчені Г. Фюксель (1761) і A. Г. Вернер, (1780).
Геогнозія обмежувалася рамками опису гірських порід, які спостерігаються на поверхні, тоді як геологія, яка носила в той час умоглядний характер, оформилася як наука про походження й історію Землі, її кори і глибинної (внутрішньої) будови.
Ще до початку ХХ ст. термін практично вийшов з ужитку або використовувався як синонім терміну «геологія». Сьогодні є застарілим.